# Amblystegium filicinum
Amblystegium filicinum är en bladmossart som först beskrevs av Fiorini-mazzanti, och fick sitt nu gällande namn av Johann Amann 1933. Amblystegium filicinum ingår i släktet Amblystegium och familjen Amblystegiaceae. Inga underarter finns listade i Catalogue of Life.